# Arrondissement de Suisse-Saxonne-Monts-Métallifères-de-l'Est
L’arrondissement de Suisse-Saxonne-Monts-Métallifères-de-l'Est est un arrondissement  ("Landkreis" en allemand) de Saxe  (Allemagne), dans le district de Dresde.
Son chef lieu est Pirna.
Il fut créé le 1er août 2008, par la réforme des arrondissements de Saxe de 2008.
Le nom est une combination de 
- Suisse Saxonne (Sächsische Schweiz)
- et Monts Métallifères (Erzgebirge).

## Villes, communes & communautés d'administration
(nombre d'habitants en 2007)
| Villes 1. Altenberg (5 829) 2. Bad Gottleuba-Berggießhübel (5 969) 3. Bad Schandau (2 965) 4. Dippoldiswalde, Große Kreisstadt (10 544) 5. Dohna (6 130) 6. Freital, Große Kreisstadt (39 176) 7. Glashütte (7 448) 8. Heidenau (16 456) 9. Hohnstein (3 613) 10. Königstein (Sächsische Schweiz) (2 676) 11. Liebstadt (1 348) 12. Neustadt in Sachsen (14 438) 13. Pirna, Große Kreisstadt (39 438) 14. Rabenau (4 584) 15. Sebnitz, Große Kreisstadt (8 837) 16. Stadt Wehlen (1 718) 17. Stolpen (5 988) 18. Tharandt (5 646) 19. Wilsdruff (13 682) | Communes 1. Bahretal (2 343) 2. Bannewitz (10 703) 3. Dohma (2 082) 4. Dorfhain (1 207) 5. Dürrröhrsdorf-Dittersbach (4 533) 6. Gohrisch (2 214) 7. Hartmannsdorf-Reichenau (1 187) 8. Hermsdorf/Erzgeb. (982) 9. Klingenberg (8 017) 10. Kirnitzschtal (2 180) 11. Kreischa (4 426) 12. Lohmen (3 248) 13. Müglitztal (2 181) 14. Pretzschendorf (4 349) 15. Rathen, Kurort (411) 16. Rathmannsdorf (1 058) 17. Reinhardtsdorf-Schöna (1 575) 18. Rosenthal-Bielatal (1 703) 19. Schmiedeberg (1 853) 20. Struppen (2 634) |